# EE-11 Urutu
El EE-11 Urutu es un Transporte blindado de personal de tipo 6x6, desarrollado en los años setenta por la compañía Engesa de Brasil, el nombre "Urutu" es con el que se conoce en portugués brasileño a una de las variedades de la serpiente cascabel suramericana, diferente de la cascabel norteamericana.

## Historia

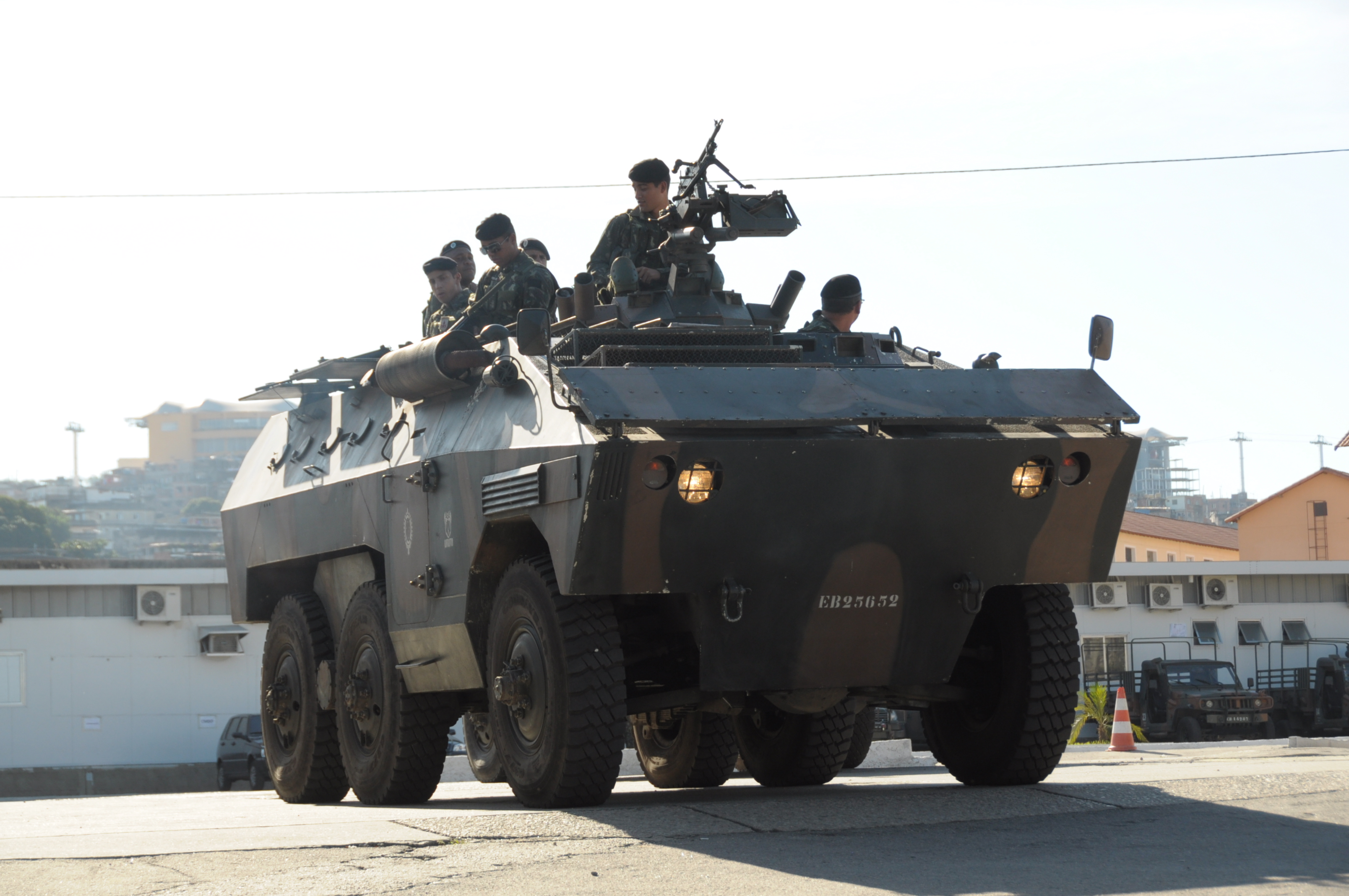
Escuadrón de infantería brasileño montado en un EE-11 Urutu, 2012.

Desarrollado a petición en los años 70 para el Ejército de Brasil, la firma ENGESA toma varias de las partes mecánicas de los M-8 Greyhound dados de baja del inventario y del Cascavél, y sobre la base de un casco altamente modificado de éste, comienza la construcción de un prototipo de prueba, el cual; será luego aceptado en el servicio efectivo en 1975, saliendo sus primeras unidades de producción en serie desde São José dos Campos en 1974. Las ventas de varias de sus unidades a países de Mediio Oriente, África y Suramérica le sirvieron con grandes resultados al propósito de bajar los costes de su fabricación, y le impulsaron a la firma ENGESA al desarrollo de su propio carro de combate principal, el EE-T1 Osório. La producción del Urutu se detuvo en 1987 y desde ese entonces algunas aún permanecen en servicio en el Exército Brasileiro siendo actualizadas y modernizadas por el Servicio de Arsenal de Guerra do São Paulo como un mero vehículo de migración hasta la llegada del nuevo vehículo VBTP-MR en el año 2012.

### Operatividad
El EE-11 Urutu ha sido ya probado en combate en Libia, Irán e Irak con excelentes resultados y mejorando la reputación de su fabricante ENGESA en el mundo árabe. En batalla, el Urutu se mostró igual y ante todo superior a su similar soviético como el BTR-60 o el BTR-80, pero a un más bajo costo de operación. 
Aunque es considerado ya obsoleto por su poca capacidad de defensa ante los nuevos tipos de proyectiles como los de uranio empobrecido, se sigue manteniendo en el frente de operaciones del Ejército brasileño en la misión de las Naciones Unidas en Haití de la MINUSTAH.

## Descripción mecánica

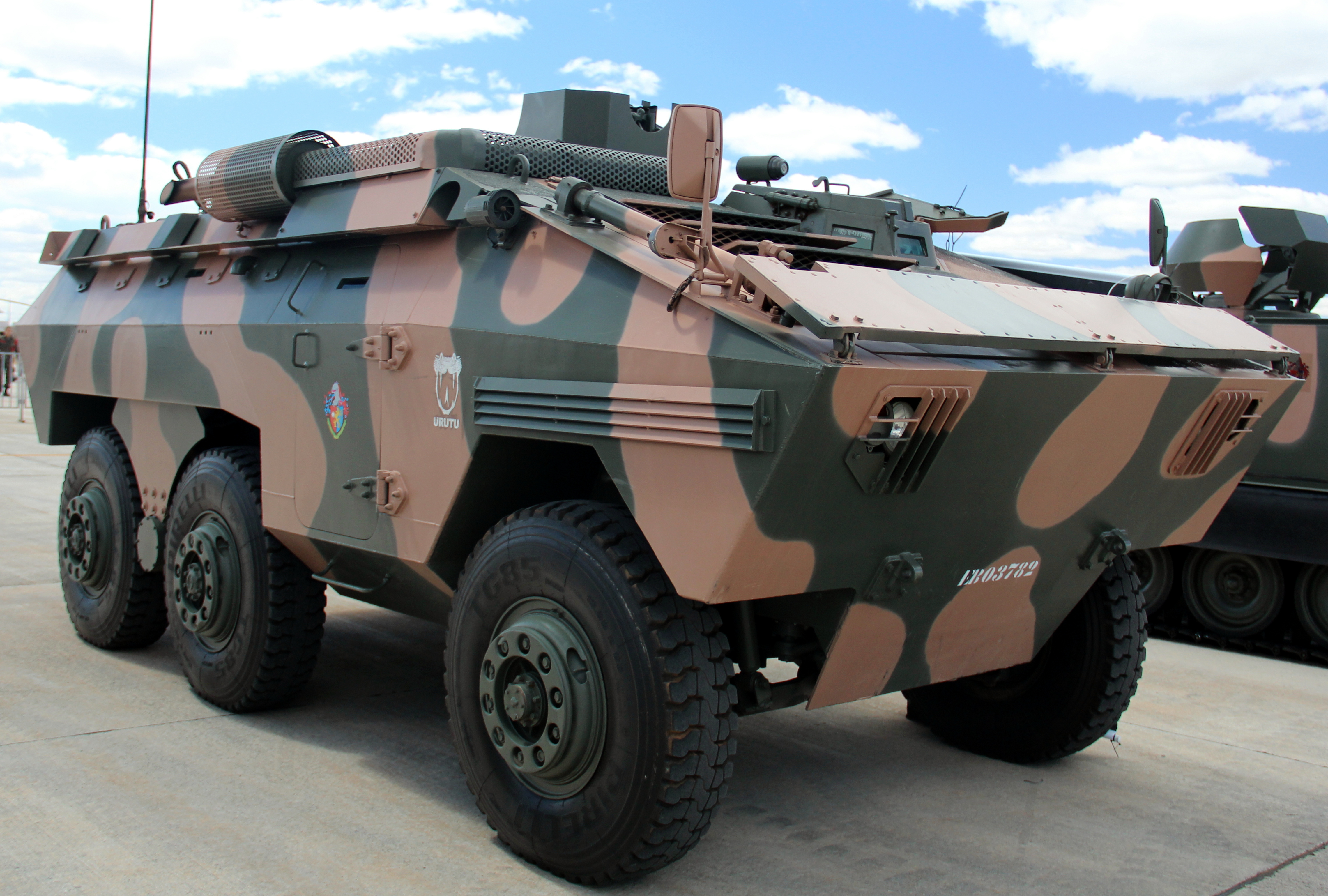
EE-11 Urutu del Ejército Brasileño en 2012.

Ha sido usado en muchos conflictos, y fue construido de tal manera que se permitiese su reparación en caso de conflicto con partes de camiones comerciales en circulación. Comparte mucho de su estructura y construcción con el EE-09 Cascavel. La suspensión que equipa a este vehículo es un desarrollo propio de la compañía ENGESA (Engenheiros Especializados S.A.), que incluye dos ejes con amortiguación tipo Boomerang. El Cuerpo de Infantería de Marina de Brasil usa una versión modificada de tipo anfibio con hélices propulsoras y un motor más poderoso. Tiene una velocidad máxima en el agua de 8 km/ h, y además, cuenta con bombas de achique eléctricas, y una bomba de mano de emergencia que funciona cuando la bomba de achique corriente de serie se daña. El Urutu EE-11 también está equipado con sistema de frenos de disco y un sistema automático de inflado de los neumáticos.
El equipo opcional con el cual era comercializado el Urutu EE-11 inicialmente incluía un sistema de visión nocturna, diferentes equipos de radio, una grúa de tipo torno con una capacidad de alce de hasta 5.000 kg y un motor de la Mercedes-Benz (el OM-352A de 190 caballos de vapor (187 HP)) motor acoplado a una transmisión Allison MT-643 en lugar de la norma SAE y un motor Detroit Diesel 6V-53N, capaz de desarrollar hasta 212 caballos de vapor (209 HP). El Urutu EE-11 al ser requerido podría haber sido dotado con equipos y sistemas de protección ABQ.

## Usuarios

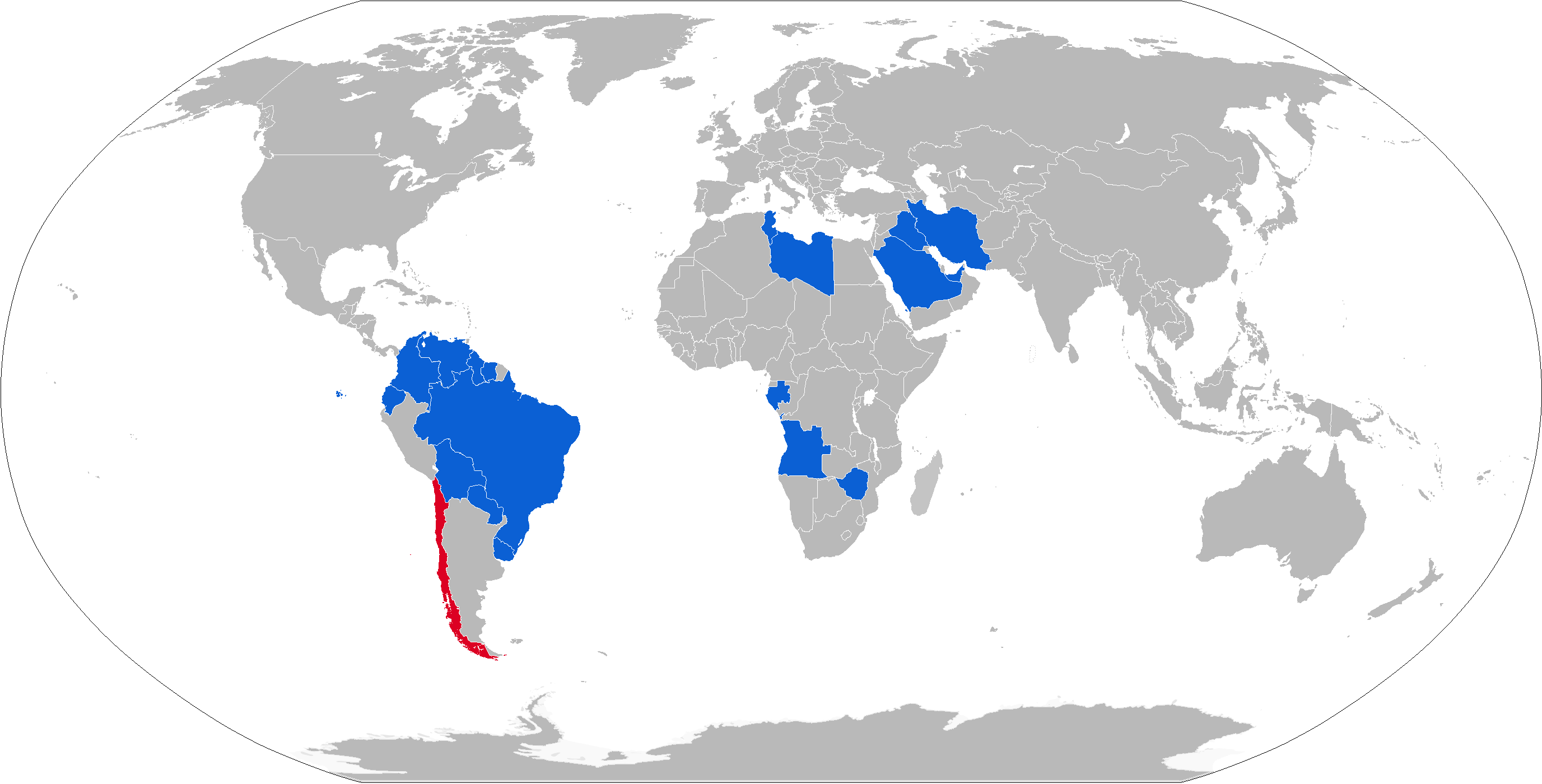
Mapa de países usuarios del EE-11 Urutu (en azul actuales y en rojo antiguos)

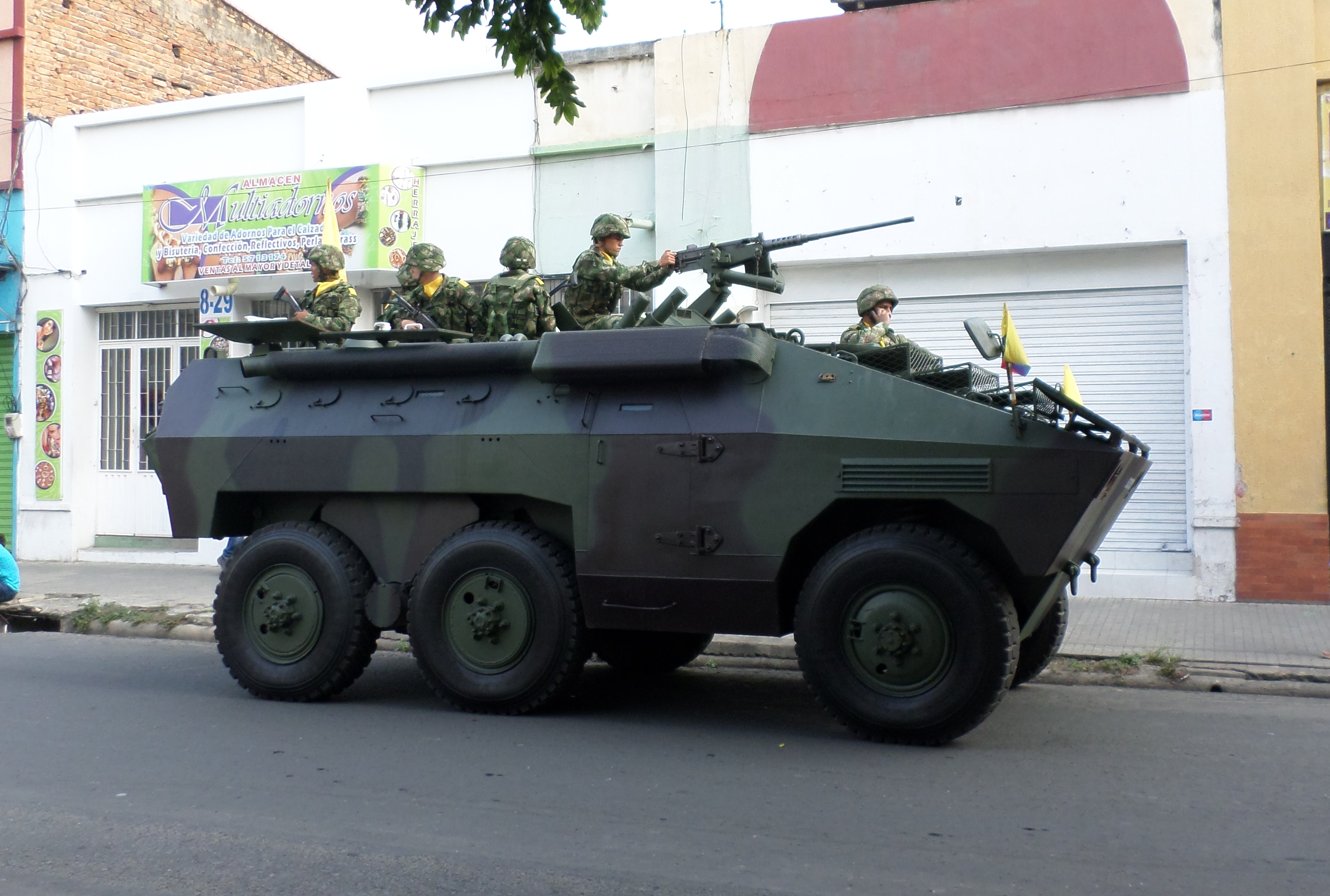
EE-11 Urutu en servicio con el Ejército de Colombia en 2016.

- Actuales:
- Brasil

 Exército do Brasíl 515
 Infanteria de marinha do Brasíl 219
- Arabia Saudita

20
- Bolivia

24
- Colombia

60 - Serán reemplazados gradualmente por el LAV III.
- Ecuador

Ejército del Ecuador 32
- Emiratos Árabes Unidos

120
- Gabón
- Guyana
- Irak
- Irán
- Libia

400
- Paraguay

12
- Surinam
- Túnez
- Uruguay

29
- Venezuela

37
- Zimbabue

7
Anteriores:
- Chile

Tuvo 37 EE-11 Urutu para transporte de tropas
Junto a otros 4 para evacuación médica,
Actualmente están todos retirados de servicio.